# Ned Williamson
Edward Nagle "Ned" ou "Ed" Williamson (24 de outubro de 1857 – 3 de março de 1894) foi um jogador de beisebol da Major League Baseball que atuou por 13 temporadas de 1878 até 1890. Ned jogou por três equipes: o Indianapolis Blues da National League (NL) por uma temporada, o Chicago White Stockings (NL) por 11 temporadas e o Chicago Pirates da Players' League por uma temporada.
De 1883 a 1887, Williamson deteve o recorde em temporada única em duplas e home runs. Embora seu recorde em duplas tenha sido superado em 1887, ele deteve o recorde em home runs até 1919, quando foi ultrapassado por Babe Ruth do Boston Red Sox.  Estatisticamente, foi um dos melhores campistas de sua era. Durante suas primeiras oito temporadas, liderou a liga entre jogadores de sua posição em  fielding percentage e queimadas duplas por cinco vezes, e também liderou em assistências (entre jogadores de sua posição) seis vezes. Posteriormente, mudou para a posição de shortstop, novamente liderou a liga em assistências e queimadas duplas.
Sua carreira foi encurtada por uma lesão no joelho que sofreu em Paris durante uma turnê mundial organizada por Albert Spalding. Após deixar o beisebol organizado sua saúde ruiu rapidamente. Contraiu tuberculose e por fim morreu aos 36 anos de edema.